# Joe Allen
Joseph Michael Allen (Carmarthen, Gales, Reino Unido, 14 de marzo de 1990), conocido deportivamente como Joe Allen, es un exfutbolista galés que jugaba como centrocampista. A nivel internacional representó a la selección de Gales desde 2009 y al Reino Unido en los Juegos Olímpicos de Londres de 2012.

## Trayectoria

### Swansea City
Joe Allen es producto de la cantera del Swansea City, club con el que ha estado desde que era un adolescente. Allen debutó con el primer equipo a sus 17 años, el 14 de septiembre de 2007 en la victoria 2-1 sobre el Carlisle United durante la temporada regular de la Football League One inglesa.

### Wrexham FC
El 9 de octubre de 2008, Allen fue cedido al Wrexham FC de la Conference National de Inglaterra por un mes. Debutó con el club horas después de firmar su contrato, jugando un excelente partido y ayudano al Wrexham a obtener los tres puntos sobre York City ese mismo día. Luego de ese partido Allen pasó gran parte de su tiempo cedido al club con una lesión en el tobillo. Regresó al Swansea el 30 de noviembre del mismo año.

### Regreso al Swansea
Allen regresó al Swansea City para jugar en la siguiente división, la Football League Championship, en diciembre de 2008. Hizo su debut en esta nueva liga el 6 de diciembre de ese año, y meses después anotaría su primer gol como profesional y con el Swansea en el empate 2-2 con el Cardiff City el 5 de abril de 2009.
Durante la temporada 2009-10 Allen continuó afianzando su presencia en el club, jugando 21 partidos y registrando una asistencia. Pese a que Swansea quedó a 6 puntos de la eliminatoria del ascenso a la Premier League, su esfuerzo no pasó desapercibido y Allen fue nombrado como el Jugador Joven del Año al final de esa temporada. En la temporada siguiente, Allen tuvo que luchar con lesiones que lo dejaron fuera durante gran parte de la campaña.
En la temporada 2010-11, Allen se estableció como titular, jugando 43 de los 44 partidos del club en su exitosa campaña en la que lograron ascender a la Premier League.
En su llegada a la máxima división del fútbol inglés, Allen fue parte de un equipo del Swansea que fue una revelación, jugando un estilo de fútbol fluido y entretenido. El Swansea terminaría en la 11.ª posición, y Allen anotó cuatro goles y recibió nuevamente el premio como Jugador Joven del Año.

### Liverpool
El 10 de agosto de 2012, el Liverpool FC fichó a Allen por 15 millones de libras. El 25 de julio de 2016 fichó por el Stoke City por 15,5 millones de euros aproximadamente.

## Selección nacional

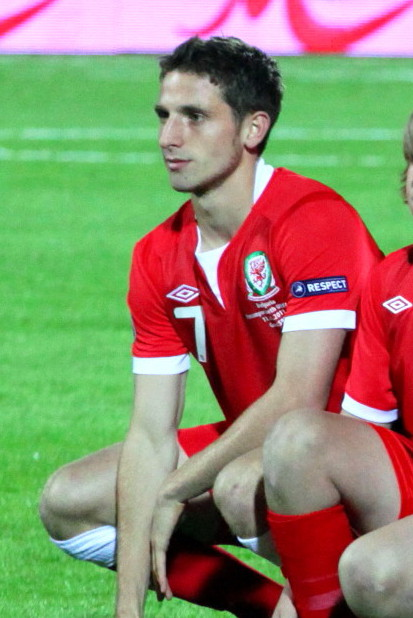
Allen jugando para Gales en 2011

Poco después de firmar su contrato profesional con el Swansea, Allen fue llamado a la selección sub-21 para jugar un amistoso contra Suecia, y desde entonces ha sido un miembro regular de las selecciones juveniles de su país. Allen debutó con la selección mayor en un amistoso contra Estonia el 29 de mayo de 2009. Jugó su primer partido como titular en octubre de 2011 en un partido de las eliminatorias para la Eurocopa 2012 contra Suiza.

### Selección olímpica
El 2 de julio de 2012 fue convocado por la selección de fútbol del Reino Unido para jugar el torneo masculino de fútbol en los Juegos Olímpicos de Londres 2012, donde el equipo no pudo pasar de la fase de grupos.

## Clubes
| Club                   | País       | Año       | Partidos | Goles |
| ---------------------- | ---------- | --------- | -------- | ----- |
| Swansea City A. F. C.  | Gales      | 2007-2012 | 145      | 7     |
| Wrexham F. C. (cedido) | Gales      | 2008      | 2        | 1     |
| Liverpool F. C.        | Inglaterra | 2012-2016 | 132      | 7     |
| Stoke City F. C.       | Inglaterra | 2016-2022 | 221      | 20    |
| Swansea City A. F. C.  | Gales      | 2022-2025 | 78       | 4     |